# Lista regiunilor din România bazate pe Indicele dezvoltării umane
     ≥ 0.900
     0.825 – 0.849
     0.800 – 0.824
     ≤ 0.799

Harta regiunilor din România bazate pe IDU din 2021.
Legendă:
≥ 0.900
0.825 – 0.849
0.800 – 0.824
≤ 0.799

Aceasta este lista regiunilor statistice NUTS2 ale României în funcție de indicele de dezvoltare umană din 2021.
| Dezvoltare umană foarte ridicată | Dezvoltare umană foarte ridicată | Dezvoltare umană foarte ridicată |
| Rang                             | Regiune                          | IDU (2021)                       |
| -------------------------------- | -------------------------------- | -------------------------------- |
| 1                                | București - Ilfov                | 0,963                            |
| 2                                | Nord-Vest                        | 0,832                            |
| 3                                | Vest                             | 0,831                            |
| -                                | România (medie)                  | 0,828                            |
| 4                                | Centru                           | 0,825                            |
| 5                                | Sud-Vest                         | 0,808                            |
| Dezvoltare umană ridicată        |                                  |                                  |
| 6                                | Sud-Est                          | 0,798                            |
| 7                                | Sud                              | 0,790                            |
| 8                                | Nord-Est                         | 0,782                            |